# 모산 수학여행 참사
모산 수학여행 참사(毛山修學旅行慘事)는 1970년 10월 14일 충청남도 아산군 배방면 공수리 모산역 부근에 위치하던 건널목을 건너던 관광버스가 열차에 부딪혀 일어난 사고이다.

## 사고 개요
당시의 연흥관광 소속이었던 사고 버스는 서울 경서중학교 3학년 학생 77여 명을 태우고 현충사에 소풍갔다 귀경하던 도중이었으며, 모산역 북쪽에 위치한 이내건널목을 통과하던 중에 서울역을 출발하여 장항역으로 달리던 열차에 버스 왼쪽을 들이받힌 채 약 80여 미터가량 밀려가면서 연료통이 폭발, 불길에 휩싸였다.

## 사고 원인
오랜 기간 입시 등에 중압된 상태의 학생들이 모처럼의 당일치기 여행 도중 즐거운 분위기에 심취함으로써 심한 소란을 피웠으며 이로서 운전 기사의 주위 집중력을 저하시켜 착오로 인한 건널목 일단정지 신호위반을 한 것이 원인이었다. 또한 인명 피해의 규모가 커진 데에는 승차정원을 초과한 탑승 및 인솔교사가 탑승하지 않았던 점이 원인으로 작용하였다.

## 피해 규모
이 사고로 학생 45명이 그 자리에서 숨지고 30명이 중상을 입었으며, 2명만 피해를 입지 않았다. 사고 버스는 완파 및 전소되었고 기관차도 일부가 화재에 소실되었다. 장항선 열차 상하행선 모두 사고 순간부터 다음날 오전 7시까지 전면 통제되었다.

## 사고 여파
사고를 당한 경서중학교는 5일 동안 임시 휴교 조치가 내려졌으며, 사고 발생 수 일이 지나 원주 삼광터널 열차 충돌 사고가 발생하면서 전국 중 고등학교 수학여행이 전면 금지되는 사태를 맞기도 하였다. 이 사고를 책임을 물어 경서중학교 교장 등 4명의 교직원이 파면되고 8명이 해직 처분을 받았다. 정부는 사고를 낸 관광버스 회사에 대해 사업자 면허 취소 처분을 내렸고, 책임을 들어 당시의 서울 교육감의 사표를 수리한 데 이어 서울 철도국장이 잇따라 제출한 사직서를 수리하는 등 철도계 내부에서도 인사 조치가 이루어지는 일도 벌어졌다. 또한 사고가 일어났던 곳에 위령비가 세워졌으며 이는 현재까지도 이르고 있다